# لاك تامبرلانت نورد (كيبك)
لاك تامبرلانت نورد (بالإنجليزية: Lac-Tremblant-Nord, Quebec)‏ هي بلدية محلية في كيبيك تقع في كندا في Les Laurentides Regional County Municipality. يقدر عدد سكانها بـ 47 نسمة ومساحتها 27.40 كم2 وترتفع عن سطح البحر 227 متر.